# 奇台沙拐枣
奇台沙拐枣（学名：Calligonum klementzii）为蓼科沙拐枣属的植物，为中国的特有植物。分布于中国大陆的新疆等地，生长于海拔500米至700米的地区，一般生长在固定沙丘上，目前尚未由人工引种栽培。